# Aiurasyma potira
Aiurasyma potira là một loài bọ cánh cứng trong họ Cerambycidae.